# Communauté de communes du Pays de Seyssel
Die Communauté de communes du Pays de Seyssel ist ein ehemaliger französischer Gemeindeverband mit Rechtsform einer Communauté de communes in den beiden Départements Ain und Haute-Savoie, dessen Verwaltungssitz sich im savoyischen Teil des Städtchens Seyssel befand.
Der Gemeindeverband bestand aus 11 Gemeinden (2015) und zählte 8.909 Einwohner (Stand 2013) auf einer Fläche von 143,9 km2. Er umfasste einen Abschnitt des Rhonetals im Bereich des Städtchens Seyssel, welches durch den Fluss geteilt wird. Historisch bedingt sind die beiden Ortshälften von Seyssel eigenständige Gemeinden und liegen in unterschiedlichen Départements (Ain und Haute-Savoie). Der Gemeindeverband gehörte daher zu den Département-übergreifend aufgebauten Strukturen. Präsident des Gemeindeverbandes war zuletzt Joseph Travail.

## Aufgaben
Zusätzlich zu den vorgeschriebenen Kompetenzen im Bereich Wirtschaft, Tourismus und Raumplanung übernahm der Gemeindeverband außerdem die Abwasserentsorgung, Abfallwirtschaft, den Gewässerschutz sowie den Betrieb eines Schulbusnetzes.

## Historische Entwicklung
Die Communauté de communes du Pays de Seyssel entstand am 30. Dezember 2002 mit zehn Mitgliedsgemeinden. Am 1. Januar 2012 wurde Anglefort in den Verband integriert.
Mit Wirkung vom 1. Januar 2017 fusionierte der Gemeindeverband mit der Communauté de communes du Val des Usses und der Communauté de communes de la Semine und bildete so die Nachfolgeorganisation Communauté de communes Usses et Rhône.

## Ehemalige Mitgliedsgemeinden
Folgende 11 Gemeinden gehörten der Communauté de communes du Pays de Seyssel an:
| Gemeinde                 | Einwohner 1. Januar 2022 | Fläche km² | Dichte Einw./km² | Code INSEE | Postleitzahl |
| ------------------------ | ------------------------ | ---------- | ---------------- | ---------- | ------------ |
| Anglefort                | 1.150                    | 29,3       | 39               | 01010      | 01350        |
| Bassy                    | 398                      | 7,6        | 52               | 74029      | 74910        |
| Challonges               | 589                      | 7,9        | 75               | 74055      | 74910        |
| Clermont                 | 449                      | 7,0        | 64               | 74078      | 74270        |
| Corbonod                 | 1.315                    | 31,6       | 42               | 01118      | 01420        |
| Desingy                  | 759                      | 18,9       | 40               | 74100      | 74270        |
| Droisy                   | 153                      | 4,6        | 33               | 74107      | 74270        |
| Menthonnex-sous-Clermont | 785                      | 10,1       | 78               | 74178      | 74270        |
| Seyssel                  | 997                      | 2,4        | 415              | 01407      | 01420        |
| Seyssel                  | 2.327                    | 16,9       | 138              | 74269      | 74910        |
| Usinens                  | 424                      | 7,6        | 56               | 74285      | 74910        |

Die mit „01“ beginnenden Postleitzahlen zeigen die drei im Département Ain gelegenen Gemeinden an.